# Fjarðarheiði (Austfirðir)

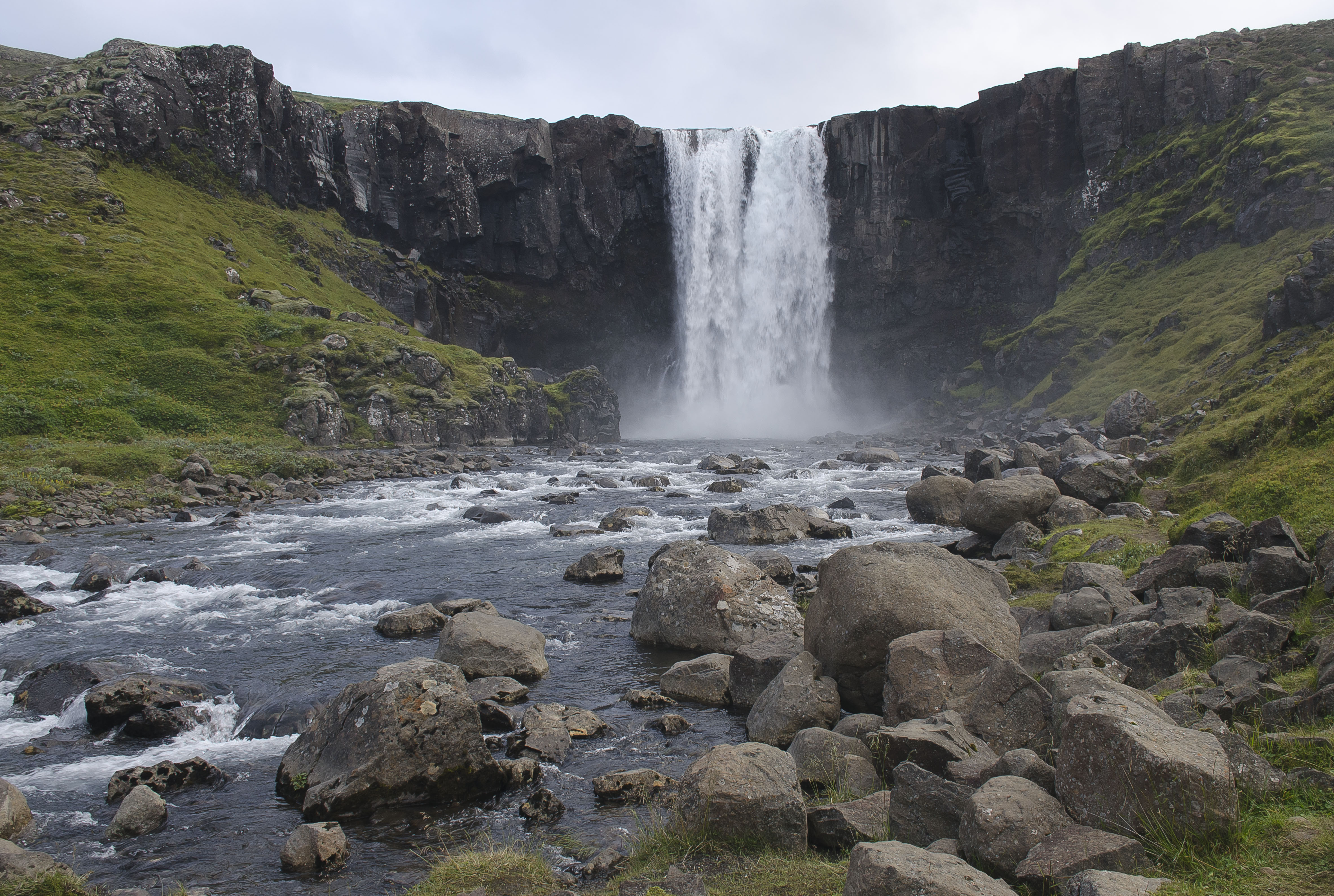
Gufufoss auf der Fjarðarheiði

Die Fjarðarheiði ist eine Hochebene im Osten Islands.

## Geografie und Verkehr
Die Fjarðarheiði liegt südlich des Heiðarvatn.
Der Seyðisfjarðarvegur  führt über diese Hochebene und verbindet den Fährhafen in Seyðisfjörður mit der Ringstraße bei Egilsstaðir.
Die Straße ist 27 km lang und steigt auf 620 m an.
Inzwischen ist sie vollständig asphaltiert.
Den meisten Straßenverkehr über diesen Pass gibt es im Sommer am Donnerstagmorgen, nachdem die Fähre Norröna eingetroffen ist.
Weil die Fahrt über diese Hochebene besonders im Winter nicht immer möglich ist, wird der Fjarðarheiðargöng geplant, ein über 10 km langer Tunnel, der die beiden Städte verbindet.